# ムアッラカート
ムアッラカート（المعلقات, Mu’allaqat）は、アラビア語の長詩の詩集であり、アラビア語詩の最高傑作ともいわれる。イスラーム勃興以前のジャーヒリーヤと呼ばれる時代の作品を集めたもので、「貴重なもの」や「懸けられた詩」という意味を持つ。詩の大家の作品が7篇あるいは10篇収録されており、写本によって内容が異なる。『七つの長詩（al-Qasa ̄id al-Sab al-Tiwa ̄l）』、『七つの数珠つなぎの真珠（al-Sumu ̄t al-Sab）』、『黄金詩（Muddahaba ̄t）』などの呼び名も持つ。
アラビア語の古典的な長詩であるカシーダは、優れた韻文としてアラビア語文芸に大きな影響を与えた。ジャーヒリーヤ時代の文芸は散文よりも詩が盛んであり、文字よりも口伝によって伝えられた。やがてイスラーム世界で文字記録が盛んになり、アッバース朝の時代には詩人の作品が詩集として編纂された。ムアッラカートには「目立ったところに掛けられた」という意味もあり、その由来はウカーズの定期市で表彰されたカシーダが金文字で刺繍されてカーバ神殿に掲げられた伝説にある。

## 特徴
『ムアッラカート』に収録された詩の共通点として、空間的には視界の範囲の世界であり、時間的には現在であり、描写されるのは具体的な事物であるという3点があげられる。現実世界の描写に徹しており、想像や神話的な描写がなく、そのため直喩として描かれる。詩人は、みずからの感情や内的な思考を詠む代わりに、事物の描写によってそれを表現した。
前述のように、感情は事物によって表現される。たとえば相手の涙で悲しみがわく時には「二本の矢で心を射る」とされたり、恐怖心は「肋骨の下で筋肉がこすれる」などに具象化され、悲しみや恐怖そのものは言葉にされない。抽象的な概念も同様であり、物質にもとづかない抽象的な言葉はジャーヒリーヤ詩には存在しない。たとえば死は土饅頭、運命は鳥目のラクダ、戦争は石臼、繁栄は陸や海を埋め尽くす部族や船として詩になる。
色彩の共通点として単色ではなく多彩が好まれ、多くの色彩を盛り込むことにも技巧が尽くされている。色の傾向としては濃い色や明るい色が多く使われており、物質の豊かさやそこに込められる感情の豊かさを表現した。唇の赤、歯や真珠の白、葉の緑、砂の灰色などが用いられる。

### 文体
文体は、サジュウと呼ばれる押韻散文に由来している。文字に記録される以前は口承によって知識は伝えられていたため、アラビア語の音声的特徴と規則性を活かしたサジュウは記憶の共有や継承に役立ち、部族の帰属意識を高めた。リズムの面では単音節と長音節の組み合わせで16種類が作られ、音の面では余韻や残響、休止を活かす脚韻が発達した。サジュウは演説、説教、訓話、神託などに使われ、詩にも取り入れられるようになった。

### カシーダ（長詩）
『ムアッラカート』に収録された詩は、すべてカシーダと呼ばれる長詩である。カシーダとは、「何かの方向へ進む」という意味の動詞（qasada）を語源とする詩の形式であり、主題を遠回しに表現する。そのために全体が長くなり、100行に達する作品もある。上の句と下の句があり、長音節と短音節の配列によって韻律を組み合わせる。上の句と下の句が同一の韻律であること、すべての行が同じ韻律であることが必要となる。音節の組み合わせはタフィールと呼ばれ8種類、韻律はバハルと呼ばれ16種類がある。
カシーダは基本的に3部構成をとる。最初のナシーブ（nas ̄ıb）は聴衆を惹きつける部分で、詩人の技量が最も発揮される。次のタカッルス（takallus）は旅のテーマとも呼ばれ、恋人と別れて旅を描写しつつ詩人自身の勇敢さを情熱的に表現する。最後のガラド（garad）が主題であり、部族の称賛や戦い、酒宴、教訓、砂漠の自然などをうたいあげる。

## 収録作
ジャーヒリーヤ時代の詩の大家の作品が1篇ずつ選ばれている。主に7篇のカシーダが収録されているが、編者によって9篇や10篇を含んでいる。主な校訂本に収録されている詩人は、イムルール・カイス、タラファ、ズハイル、ラビード、アンタラ (詩人)、アムル (詩人)、ハーリス、アアシャ、ナービガ、ウバイド、アルカマである。第1番目には、共通してイムルール・カイスの詩が掲載されており、100行を超える作品である。恋愛の旅から夜の孤独までを詠んだイムルール・カイスをはじめ、享楽的なタラファの詩、哲学的なズハイルの詩、砂漠を描写に優れたラビードの詩、部族を追放されたアンタラの詩など作風もさまざまである。

## 影響・研究
のちのアラビア語詩に多大な影響を与えたほか、古典アラビア語を知るうえで言語学的にも重要な史料とされる。19世紀以降には、アラビア古典詩の貴重な作品として『ムアッラカート』の再評価と研究が進んだ。各地の写本が集められると、写本による違いが明らかとなった。古典詩は口承にもとづいて伝えられてきたため、伝承の内容、作者と作品の不一致、注釈の有無、カシーダの読み方、行数や配列、順序など相違点は多数ある。そのため、オリジナルをどのように判別するかについて議論が続いている。ヨーロッパにも翻訳され、英訳の『ムアッラカート』を読んだゲーテは『西東詩集』に註と論考を書いた。